# 塔利亞尼奧爾科山
14°49′26″S 71°56′06″W / 14.82389°S 71.93500°W
塔利亞尼奧爾科山（T'allani Urqu），是秘魯的山峰，位於該國南部阿雷基帕大區，由卡伊尤馬區和卡亞拉尼區負責管轄，屬於安地斯山脈的一部分，海拔高度4,900米。